# Nobiin
Das Nobiin (mit Tonbezeichnung: Nòbíin; wörtl.: „des Nubiers [Sprache]“) ist die wichtigste der nubischen Sprachen, die wiederum zum ostsudanischen Zweig der nilosaharanischen Sprachfamilie gehören.
Es wird weiter zur Untergruppe des „Nilnubischen“ gerechnet (Genaueres zur Gliederung siehe im Artikel zu den nubischen Sprachen).

## Sprachliche Situation
Dialekte des Nobiin sind Mahas und Fiyadikka.
Als mittelalterliche Vorstufe des Nobiin gilt das Altnubische.
Die Sprecher des Nobiin verwenden heutzutage fast alle das Arabische in seinen lokalen Varietäten als Zweitsprache.
Das Nobiin wird mit arabischen, lateinischen und sogar vereinzelt wieder mit altnubischen Buchstaben geschrieben, jedoch existiert keine standardisierte Orthographie.

## Sprachliche Charakteristik
Das Nobiin ist eine Tonsprache mit zwei bedeutungsunterscheidenden Tonhöhen, hoch und tief:
- Hochton: áy „Herz“, úr „ihr“
- Tiefton: ày „ich“, ùr „Kopf“

Bei Langvokalen kann sich aus der Kombination der beiden ein fallender Ton ergeben:
- níìl „ich trinke“ im Gegensatz zu
- níil „Nil“, wo der Langvokal einen Hochton hat

Am Verb wird u. a. die Person (das Subjekt) markiert.
Die Grundwortstellung ist Subjekt-Objekt-Verb.

## Wörter des Grundwortschatzes
| Wortbedeutung | Nobiin      | Wortbedeutung | Nobiin              |
| ------------- | ----------- | ------------- | ------------------- |
| ich           | ay          | groß          | dawwi, farij, nassi |
| du            | ir          | klein         | kuduud              |
| er/sie/es     | tar         | essen         | kabir               |
| wir           | uu          | trinken       | niil                |
| ihr           | ur(i)       | schlafen      | neerir              |
| sie (Plural)  | ter/teri(i) | sterben       | diil                |
| wer?          | naay        | gehen         | juul, nogir         |
| was?          | min         | kommen        | kiil                |
| Mensch        | aadem       | geben         | teer                |
| Mann          | id, ogjil   | nehmen        | dummir              |
| Frau          | een         | sprechen      | bannyir             |
| Kopf          | ur          | lieben        | dollir              |
| Auge          | maany       | eins          | wee/weel/weer       |
| Ohr           | ukki        | zwei          | uwwo                |
| Nase          | soring      | drei          | tisko/tusko         |
| Mund          | ag          | vier          | kemso               |
| Zahn          | niid        | fünf          | diji                |
| Zunge         | nar         | sechs         | gorjo               |
| Herz          | ay          | sieben        | kolod               |
| Hand          | eddi        | acht          | idwo(o)             |
| Fuß           | ooy         | neun          | oskod(i)            |
| Wasser        | aman        | zehn          | dime                |
| Feuer         | i(i)g       | zwanzig       | aroo                |
| Sonne         | masha       | hundert       | –                   |
| Mond          | unatti      | tausend       | –                   |

Bei den Verben ist jeweils die Form der 1. Person Singular Präsens Aktiv angegeben.